# Artemijus Tutyškinas
Artemijus Tutyškinas (* 8. August 2003 in Vilnius) ist ein litauischer Fußballspieler, der im linken Mittelfeld für den polnischen Verein NK Celje und die Litauische Fußballnationalmannschaft spielt.

## Karriere

### Verein
Tutyškinas begann seine Karriere im Jugendbereich bei Escola Varsovia in Polen. Am 1. Juli 2021 wechselte er zum FC Crotone, wo er ebenfalls im Jugendbereich aktiv war.
Am 1. September 2022 wurde er für ein Jahr an den polnischen Verein ŁKS Łódź verliehen, wo er für die 1. Männermannschaft und 2. Männermannschaft zum Einsatz kam. So gab er sein Debüt für ŁKS Łódź in der Fortuna 1. Liga am 11. September 2022 gegen Bruk-Bet Termalica Nieciecza und nur 20 Tage darauf debütierte er am 1. Oktober 2022 für ŁKS Łódź II in der 3. Fußball-Liga (Polen) gegen Ursus Warszawa. Seine Bilanz in der Saison 2022/23 mit ŁKS Łódź 14 Einsätze und mit ŁKS Łódź II vier Einsätze. Beide Teams stiegen zum Saisonende in ihren jeweiligen Ligen auf.
Am 30. Juni 2023 zog ŁKS Łódź die Ausstiegsklausel und verpflichtete Tutyškinas. Er erhielt einen Dreijahresvertrag.
Sein Pflichtspieldebüt in der Ekstraklasa machte er am 28. Juli 2023 gegen Ruch Chorzów. Das Spiel verlor Łódź mit 0:2.

### Nationalmannschaft
Artemijus hat verschiedene Jugendnationalmannschaften Litauens durchlaufen, darunter U17, U19 und U21. Er war ein aktiver Teilnehmer in diesen Auswahlteams.
Tutyškinas debütierte am 8. September 2021 für die Litauische Fußballnationalmannschaft im Spiel gegen Italien. Zu diesem Zeitpunkt war er erst 18 Jahre und einen Monat alt und wurde damit der jüngste litauische Nationalspieler in einem offiziellen Spiel.

## Erfolge
ŁKS Łódź
- Aufstieg in die Ekstraklasa Saison 2023/24

ŁKS Łódź II
- Aufstieg in die 2. Liga (Polen) Saison 2023/24